# Gustave Chauvet
Pour les articles homonymes, voir Chauvet.
Louis Jacques Gustave Chauvet, né le 17 février 1840 à Pérignac (Charente) et mort le 3 avril 1933 à Poitiers (Vienne), est un préhistorien, archéologue et géologue français, qui a exercé en Charente tout en étant notaire.
Il est le grand-père de Paul Chauvet, administrateur colonial en Indochine et AOF, AEF.

## Biographie
Gustave Chauvet est collégien à Saintes (Charente-Maritime) puis obtient son baccalauréat en sciences à Poitiers en 1858. Il se rend alors à Paris où il est reçu dans la famille d'Auguste Comte. Il revient dans sa région d'origine pour exercer la profession  de clerc de notaire à Pons (Charente-Maritime). 
La région des Charentes est riche en vestiges préhistoriques et Gustave Chauvet fait d'intéressantes découvertes, dont des vases contenant des ossements, à Marjolance, près de Pons. Le 17 juin 1867 il est agréé membre de la Société géologique de France. 
Gustave Chauvet poursuit sa carrière dans le notariat en devenant clerc de notaire à Pons, notaire à Édon, puis six ans après à Ruffec (Charente). Il fut conseiller municipal à Ruffec pendant 32 ans de 1881 à 1913.
Parallèlement Gustave Chauvet poursuit ses fouilles et publie fréquemment le résultat de ses travaux de 1870 à 1927 soit 125 écrits. 
Gustave Chauvet est également collectionneur. Il fait des dons au profit de musées, en particulier de ceux d'Angoulême et de Civray (Vienne). Il confia la conservation de ses collections à l'Institut de Préhistoire de l'Université de Poitiers (Vienne).

## Organismes et associations
Gustave Chauvet exerce de nombreuses responsabilités. Il préside la Société archéologique de la Charente à plusieurs reprises (1883-1885, 1894-1896, 1902-1904, 1909). Il est associé et membre correspondant national de la Société des antiquaires de France, de la sous-commission des Monuments mégalithiques, de la Commission des Monuments historiques pour le département de la Charente.

## Distinctions
- Chevalier de la Légion d'honneur[2] (25 janvier 1912)
- Officier d'académie (12 juillet 1886) ; officier de l'instruction publique (5 février 1896)
- Médaille de vermeil de la Société française d'archéologie (1903)
- Chevalier du Mérite agricole (31 juillet 1894)
- 1er prix de viticulture de la Société d'Agriculture de la Charente (15 décembre 1893)

## Publications
- La préhistoire en Charente, Le Mans, 1913, Impr. de Monnoyer, 11 p., lire en ligne sur Gallica
- L'archéologie préhistorique à la Faculté des lettres de Poitiers, cours de M. Lièvre, 1889, Édition Ruffec impr. de Picat, 7 p., lire en ligne sur Gallica
- Classification des haches en bronze de la Charente, com. Association française pour l'avancement des sciences, Congrès de Grenoble, 1904, 35 p. (co-auteur Gabriel Chesneau), lire en ligne sur Gallica
- Note sur l'art primitif[3], Communication faite à la Société archéologique et historique de la Charente, séance du 12 novembre 1902, "Bulletin de la Société", année 1903, Angoulême, L. Coquemard, 12 p., lire en ligne sur Gallica
- Chronologie préhistorique, rapports entre l'ancienne Gaule et les civilisations orientales, in "Revue préhistorique", 2e année, 1907, n° 2, Paris, Vigot frères, 31 p.
- Petites notes d'archéologie charentaise, Angoulême, 1904-1909, Impr. L. Coquemard & Cie, 3 fasc. 43, 17, 30 p., lire en ligne sur Gallica
- Étude préhistorique. Les Débuts de la gravure et de la sculpture, in Revue poitevine et saintongeaise, 3e année, n°34, 1887, éd. E. Lacuve, 17 p.
- Hypothèses sur une statuette antique trouvée à Angoulême, Bulletin de la Société archéologique et historique de la Charente, Angoulême, 1901, Impr. de G. Chasseignac, 19 p.